# Lucrécia de Arriaga
Lucrécia Augusta de Brito de Berredo Furtado de Melo Arriaga (Figueira da Foz, 13 de novembro de 1844 — Parede, 15 de outubro de 1927) foi a esposa de Manuel de Arriaga, o primeiro Presidente da República Portuguesa, tendo sido a 1.ª primeira-dama do país desde 1911 até 1915, aquando da demissão do seu marido.

## Biografia
Lucrécia de Arriaga nasce a 13 de Novembro de 1844 na Figueira da Foz, filha de Roque Francisco Furtado de Melo, general e governador da Fortaleza de São João Baptista do Monte Brasil em Angra do Heroísmo, e sua esposa Maria Máxima de Brito Leite de Berredo, de ascendência aristocrática açoriana.
Conheceu, na sua terra natal, Manuel de Arriaga, proeminente advogado, professor e político de famílias provenientes da Ilha do Faial, Açores, com quem acaba por contrair matrimónio em 1870, em Valença, onde o seu pai desempenhava o papel de governador de praça. Após o casamento, o casal fixa residência em Coimbra, e passa regularmente as férias em Buarcos com os seus seis filhos: Maria Máxima de Melo Arriaga Brum da Silveira (n. 20 de Fevereiro de 1875), Manuel de Arriaga Brum da Silveira (n. 24 de marco de 1879), Maria Amélia de Melo Arriaga Brum da Silveira (n. 8 de Fevereiro de 1880), Maria Cristina de Arriaga (n. 10 de Abril de 1882), Roque Manuel de Arriaga (n. 18 de marco de 1885) e Maria Adelaide de Melo de Arriaga (n. 11 de Abril de 1887).
A 24 de Agosto de 1911, o marido torna-se o primeiro Presidente eleito da República Portuguesa e, por conseguinte, Lucrécia torna-se a primeira Primeira-Dama do país aos sessenta e seis anos de idade. Apesar das suas convicções pró-monárquicas, Lucrécia apoia o seu marido e muda-se com a família para o Palácio de Belém, onde continua essencialmente dedicada ao lar, como era "costume feminino" na altura, e evita a exposição pública. A comemoração do segundo aniversário da República, em 1912, e a cerimónia em que plantaram duas palmeiras no Jardim Botânico Tropical de Lisboa, contíguo aos jardins do palácio, foram algumas das raras ocasiões em que participou em eventos públicos.
Depois de Manuel de Arriaga deixar a presidência em 1915, o casal permanece em Lisboa. Durante esse período, Lucrécia colabora ainda com a Cruzada das Mulheres Portuguesas, um movimento de beneficência, presidida por Elzira Dantas Machado, de apoio aos soldados enviados para a frente de combate da Primeira Grande Guerra Mundial.
Após a morte do seu marido, em 1917, Lucrécia muda-se para a freguesia da Parede, em Cascais.
Falece a 15 de Outubro de 1927, com 82 anos de idade, em Cascais.